# North Florida Ospreys

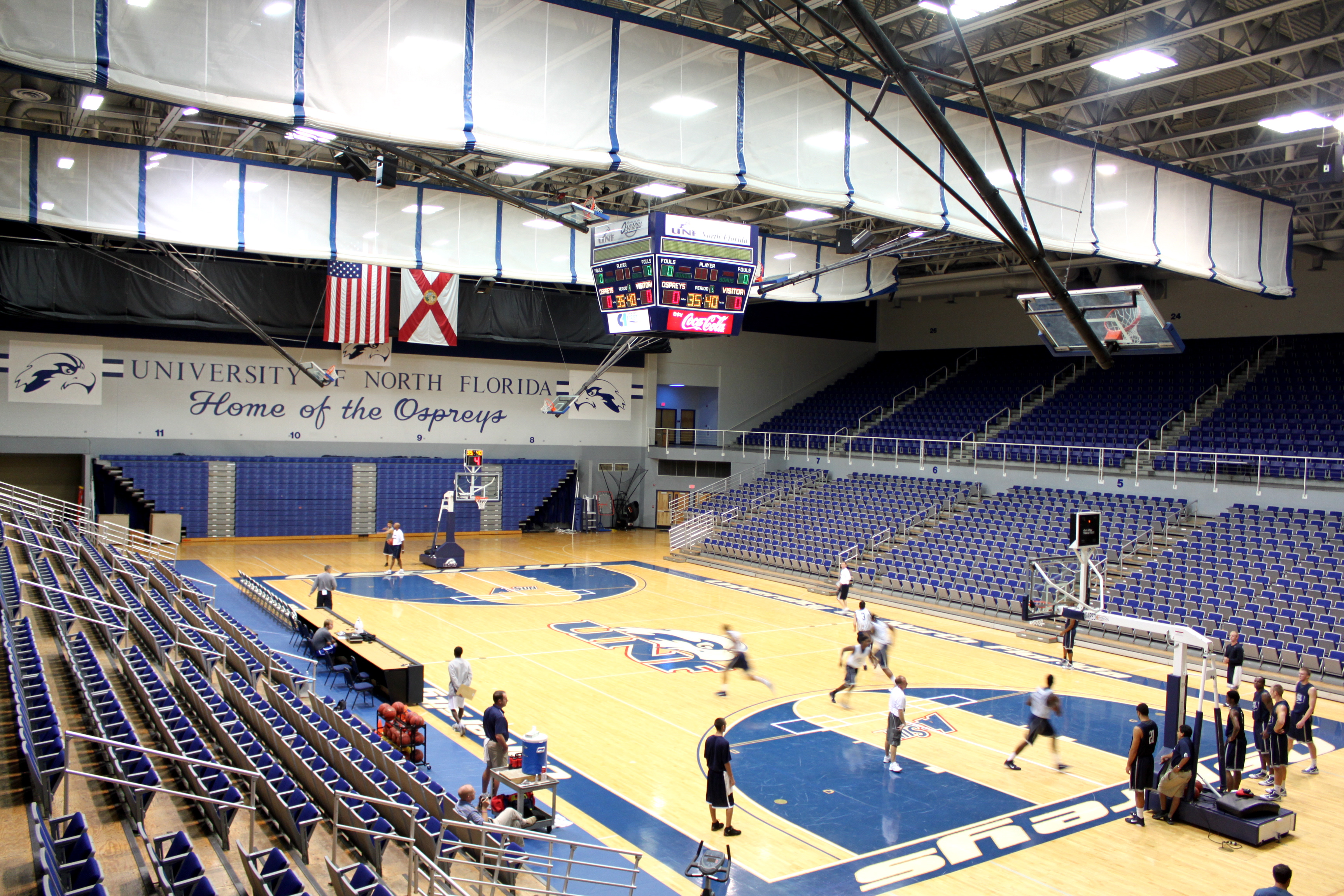
UNF Arena

North Florida Ospreys (español: Águilas pescadoras del Norte de la Florida) es la denominación que reciben los equipos deportivos de la Universidad del Norte de Florida, situada en Jacksonville, Florida. Los equipos de los Ospreys participan en las competiciones universitarias organizadas por la NCAA, y forman parte de la ASUN Conference. A los equipos femeninos se les denomina Lady Ospreys. En 2004 comenzaron el proceso de inscripción en la División I de la NCAA, que concluirá en 2009, fecha en la cual los equipos pordrán ser seleccionados para los torneos postemporada.

## Apodo
El apodo de la universidad es el de águilas pescadoras, ave muy común en el estado de Florida, y fue elegido en noviembre de 1979. Cuentan con dos mascotas, en sus versiones masculina y femenina, llamadas Ozzie y Harriet.

## Programa deportivo
Los Dolphins participan en las siguientes modalidades deportivas:
| - Masculino - Béisbol - Baloncesto - Cross - Fútbol - Tenis - Golf - Atletismo | - Femenino - Baloncesto - Cross - Golf - Tenis - Fútbol - Softball - Voleibol - Voleibol de playa - Atletismo - Natación |

## Palmarés
Cuando pertenecían a la División II de la NCAA, consiguieron llegar a las World Series de béisbol en 2005, acabando en segundo lugar. Tienen además 4 títulos nacionales, dos en golf masculino, en 1991 y 1993, y dos en tenis femenino, en 1986 y 1994.